# Agugliano
Agugliano (im örtlichen Dialekt: Gujà) ist eine italienische Gemeinde (comune) mit 4629 Einwohnern (Stand 31. Dezember 2023) in der Provinz Ancona in den Marken. Die Gemeinde liegt etwa 13 Kilometer südwestlich von Ancona. Die nordwestliche Gemeindegrenze bildet der Esino.

## Persönlichkeiten
- Antonio Vico (1847–1929), Kardinal
- Maria Elisa Andreoli (1861–1935), Gründerin der Kongregation der Suore Serve di Maria Riparatrici